# 克魯格洛耶湖 (克拉斯諾佩列科普斯克區)
46°0′36″N 33°52′34″E / 46.01000°N 33.87611°E
克魯格洛耶湖（俄语：Круглое），是俄羅斯的湖泊，位於該國西南部，由克里米亞負責管轄，長2.5公里、寬1.5公里，面積2.55平方公里，集水區面積5.05平方公里，平均水深1米，最大水深2米。